# Детское (Гвардейский городской округ)
Детское (до 1947 года нем. Götzendorf, Гётцендорф) — посёлок в Гвардейском городском округе Калининградской области. До 2014 года входил в состав Зоринского сельского поселения.
Детское находится в трех километрах севернее Знаменска, с которым связано по региональной дорогой 27А-029, ближайшая железнодорожная станция — Знаменск на линии Калининград — Чернышевское.

## История
В 1905 году в деревне зарегистрировано 90 жителей. Воследствии Гётцендорф опустел и превратился в фольварк селения Сандиттен (нем. Sanditten, совр. Лунино), до 1945 года состоявший из одного большого двора. Указом Президиума ВС РСФСР от 17 ноября 1947 года Гётцендорф переименован в поселок Детское

## Население
| 2002 | 2010 |
| ---- | ---- |
| 43   | ↘33  |